# Индурский, Семён Давыдович
Семён Давыдович Индурский (15 января 1912, Дунаевцы, Ушицкий уезд, Подольская губерния — 15 января 1988, Москва) — русский советский писатель, журналист, главный редактор газеты «Вечерняя Москва» (1966—1988). Заслуженный работник культуры РСФСР (1973).

## Биография
Имел старшего брата Абрама (род. 1906)
В 16 лет начал работать на текстильной фабрике.
В 1930 году стал курьером в редакции газеты «Рабочая Москва» (такое название в то время носила газета «Московская правда»).
Получил журналистское образование в газетном техникуме.
Работал в районных газетах Московской области, затем, во время службы в Красной армии — в редакции газеты Московского военного округа «Красный воин».
В Великую Отечественную войну — военный корреспондент «Московской правды», сменившей к тому моменту название с «Рабочая Москва» на «Московский большевик». В этой же газете Индурский продолжал работать и после войны, но был уволен «за чужую ошибку» и устроился на работу простым редактором в книжное издательство. К газетной работе Индурский смог вернуться только после смерти Сталина.
В середине 1950-х годов пришёл работать в газету «Вечерняя Москва». В 1966 сменил на посту главного редактора газеты Виталия Сырокомского. Впоследствии возглавлял редакцию газеты «Вечерняя Москва» в течение 22 лет, что является рекордом среди главных редакторов издания.
Считается, что именно при Индурском «Вечерняя Москва» достигла своего наивысшего расцвета. Как утверждает автор статьи о нём в книге «Журналисты XX века: люди и судьбы», «процент заслуженных работников культуры России был в редакции „Вечёрки“, пожалуй, самым высоким среди газетных коллективов столицы».
Семён Индурский умер в больнице в свой 76-й день рождения, 15 января 1988 года.
Похоронен на Преображенском кладбище.
Зять (муж дочери) Семёна Индурского — бывший министр культуры РФ, литературный критик Евгений Сидоров.

## Книги и публикации
- Стахановцы-кондитеры. Передовики фабрик «Красный Октябрь», «Им. Бабаева», «Большевик». — М.-Л.: Пищепромиздат, 1936. (совместно с Р. С. Раськиным)
- Защитник Ленинградского неба: Герой Советского Союза гв. капитан В. Н. Харитонов. — М.: Московский большевик, 1943.
- Лесная быль. — М.: Московский большевик, 1943.
- Миллион плюс миллион. — М.: Московский большевик, 1943.
- Москвичи-земляки. — М.: Московский большевик, 1944.
- Проходчик Леонтий Борискин. — М.: Московский рабочий, 1947.
- Сила большевистского слова: Из опыта работы многотиражной газеты Московского шинного завода. — М.: Московский рабочий, 1949.
- Личный пример коммуниста. — М.: Московский рабочий, 1962.
- Из блокнота журналиста // Москва. — 1966. — № 11. — С. 220.
- Газета выходит вечером. — М.: Мысль, 1979. — 163 с.
- Редакционные улыбки. — М., 1988.